# Olympische Sommerspiele 2004/Teilnehmer (Äquatorialguinea)
| Gelbes Symbol für Goldmedaillen mit stilisierten Olympischen Ringen | Graues Symbol für Silbermedaillen mit stilisierten Olympischen Ringen | Braundes Symbol für Bronzemedaillen mit stilisierten Olympischen Ringen |
| ------------------------------------------------------------------- | --------------------------------------------------------------------- | ----------------------------------------------------------------------- |
| —                                                                   | —                                                                     | —                                                                       |

Äquatorialguinea nahm an den Olympischen Sommerspielen 2004 in der griechischen Hauptstadt Athen mit zwei Athleten, einer Frau und einem Mann, teil.
Seit 1984 war es die sechste Teilnahme eines Teams aus Äquatorialguinea bei Olympischen Sommerspielen.

## Flaggenträger
Die Leichtathletin Emilia Mikue Ondo trug die Flagge Äquatorialguineas während der Eröffnungsfeier im Olympiastadion.

## Teilnehmer nach Sportarten

### Leichtathletik
Frauen
- Emilia Mikue Ondo

- 800 m: mit 2:22,88 min (= Platz 7) im Vorlauf nicht für die Halbfinalläufe qualifiziert

Männer
- Roberto Caraciolo Mandje

- 1500 m: trotz neuen Landesrekords von 4:03,37 min (= Platz 17) im Vorlauf nicht für die Halbfinalläufe qualifiziert
- 3000 m Hindernis: nicht teilgenommen